# Convoykapitän
Convoykapitän war die Bezeichnung für Kapitäne der Hansestädte Hamburg, Bremen und Lübeck, die in der Frühen Neuzeit mit stadteigenen Kriegsschiffen Geleitschutz für die Handelsflotte der Reeder leisteten. Konvoischutz wurde auf allen Routen gegeben, auf denen sich genügend Schiffe zu einem Konvoi zusammenfanden. Dies waren bevorzugt die Seerouten nach Spanien, Portugal, England, Russland und die Island- und Grönland-Fahrer, insbesondere der Hamburger, im nördlichen Eismeer. Der Convoykapitän hatte im Konvoi die Stellung und Bedeutung eines Admirals. Ihm waren somit sowohl die Schiffsbesatzungen samt allen Offizieren, Matrosen und sonstigen Besatzungsmitgliedern als auch die Seesoldaten unterstellt.

## Hamburger Convoykapitäne
- Martin Holste, 1663
- Mathias Dreyer, 1664
- Berend Jacobsen Karpfanger, 1674
- Caspar Tamm, 1685 und Martin Tamm, 1705 (Vater und Sohn)
- Michel Schröder, 1688 und Georg Schröder, 1711 (Vater und Sohn)
- Claus Marinsen, 1690
- Alert Hildebrandtsen Groth, 1692
- Willem Antonissen, 1700
- Peter Schröder, 1702
- Joachim Wilhelm Brockes, 1746 bis 1747